# Gjerdrum
Gjerdrum és un municipi situat al comtat d'Akershus, Noruega. Té 6.323 habitants (2016) i té una superfície de 83 km². El centre administratiu del municipi és el poble d'Ask. Limita amb els municipis de Nannestad, Nittedal, Ullensaker, Skedsmo, i Sørum.